# Alessandra Mazzola
Alessandra Mazzola (* 13. Dezember 1999) ist eine italienische Tennisspielerin.

## Karriere
Mazzola spielt hauptsächlich auf der ITF Women’s World Tennis Tour, wo sie bislang aber noch keinen Titel gewann.
2023 stand sie im Februar zusammen mit Sofia Rocchetti im Doppelfinale eines W15 in Antalya, wo die beiden gegen Ana Candiotto und Darja Lodikowa mit 3:6 und 2:6 verloren. Eine Woche später erreichte sie ihr erstes ITF-Einzelfinale, wo sie gegen Darja Lodikowa mit 3:6 und 6:72 verlor. Im Juni qualifizierte sie sich für das Hauptfeld des mit 40.000 US-Dollar dotierten BTC City Open Otočec, wo sie in der ersten Runde mit 4:6, 6:4 und 4:6 gegen Dimitra Pavlou verlor. Im Dezember erreichte sie mit Partnerin Enola Chiesa das Doppelfinale in Valencia, das die beiden knapp in drei Sätzen mit 6:2, 2:6 und [8:10] gegen Tiantsoa Sarah Rakotomanga Rajaonah und Martina Genis Salas verloren.
2024 qualifizierte sie sich für das Hauptfeld im Dameneinzel der mit 40.000 US-Dollar dotierten Antalya Series, wo sie in der ersten Runde Shiho Akita mit 6:73 und 2:6 unterlag. Ende Mai qualifizierte sie sich für das Hauptfeld der mit 60.000 US-Dollar dotierten Città di Grado Tennis Cup, wo sie mit einem 6:4 und 6:2 Sieg über Gabriela Cé das Achtelfinale erreichte, dort aber gegen ihre Landsfrau Beatrice Ricci mit 2:6 und 1:6 verlor.